# Carl Ebert (reżyser)
Carl Anton Ebert (ur. 20 lutego 1887 w Berlinie, zm. 14 maja 1980 w Santa Monica w stanie Kalifornia) – niemiecki reżyser operowy.

## Życiorys
Był uczniem Maxa Reinhardta. Początkowo występował jako aktor w Berlinie i Frankfurcie nad Menem. W 1927 roku objął posadę dyrektora teatru w Darmstadcie i zajął się reżyserią. W latach 1931–1933 kierował berlińską Städtische Oper. Po dojściu do władzy nazistów w 1933 roku wyemigrował z Niemiec, początkowo przebywał we Włoszech i Argentynie. W 1934 roku nawiązał współpracę z Fritzem Buschem przy organizacji pierwszego festiwalu operowego w Glyndebourne i pozostał jego dyrektorem artystycznym do 1939 roku. W 1936 roku wyjechał do Ankary, gdzie zorganizował teatr narodowy oraz pierwszą turecką szkołę opery i dramatu, którą kierował do 1947 roku.
Od 1947 do 1959 roku ponownie pełnił funkcję kierownika artystycznego festiwalu operowego w Glyndebourne. W latach 1948–1954 wykładał na University of Southern California w Los Angeles. Wyreżyserował prapremierowe przedstawienie opery Igora Strawinskiego The Rake’s Progress (Wenecja 1951). Od 1956 do 1961 roku pełnił ponownie funkcję dyrektora Städtische Oper w Berlinie.
Jego syn Peter Ebert również został reżyserem operowym.